# Коротков, Андрей Викентьевич
Андрей Викентьевич Коротков (3 июня 1954, Севастополь — 10 февраля 2012, Москва) — российский экономист, журналист и государственный деятель, профессор.
Специалист в области журналистики и связей с общественностью, член группы Советников высокого уровня Глобального Альянса ООН по ИКТ и развитию (англ. Global Alliance on ICT for Development).
Действительный государственный советник 1 класса. Доктор экономических наук (2006), кандидат филологических наук (2003).

## Образование
В 1980 году окончил Казахский государственный университет, филологический факультет.
В 1991 году окончил аспирантуру,  МГУ имени М. В. Ломоносова, факультет журналистики.

## Карьера
С 1999—2002 год — Начальник Департамента правительственной информации Аппарата Правительства РФ.
С 2002—2003 год — Первый заместитель Министра Российской Федерации по связи и информатизации.
С 2003—2006 год — Старший вице-президент, куратор Департамента информационных технологий ОАО «ВТБ».
С 2006—2008 год — Советник генерального директора Федеральной пассажирской дирекции — филиала ОАО «РЖД».
С 2008 года — заведующий кафедрой глобальных информационных процессов и ресурсов МГИМО МИД РФ, заведующий кафедрой систем управления бизнес-процессами Школы ИТ-менеджмента АНХ при Правительстве РФ
Скончался 10 февраля 2012 года. Похоронен 14 февраля 2012 года на Донском кладбище Москвы.

## Деятельность по развитию информационного общества
Один из идеологов Федеральной целевой программы «Электронная Россия 2002—2010 гг.». Был руководителем её дирекции. Возглавлял российскую делегацию, принявшую участие в работе Первого Всемирного саммита по информационному обществу в декабре 2003 г. в Женеве. Участвовал в переговорах по ИКТ с Организацией экономического развития стран (OECD) в Гонолулу, переговорах с ОПЕК и Всемирном экономическом форуме. Выступил инициатором создания и возглавил Бюро Европейской и Центрально-Азиатской региональной сети Целевой группы ООН по ИКТ. На некоторое время попал в центр внимания прессы, возглавив «крестовый поход» против спамеров. Являлся колумнистом портала Brainity — территория твоего развития! (недоступная ссылка).

## Научная и академическая деятельность
А. В. Коротков — международно-признанный специалист в области структурной лингвистики, искусственных языков, систем управления и информационных технологий; представлял Россию на национальных и международных форумах и конференциях по проблемам развития информационного общества в России. А. В. Коротков проводил исследовательские работы в сфере изучения проблемы искусственного интеллекта и перспектив развития международных электронных финансов.
Вёл преподавательскую деятельность в крупнейших вузах России, таких как МГУ, МГИМО и АНХ при Правительстве РФ, где выступал с общеобразовательными авторскими курсами по проблемам информационно-коммуникационных технологий в стране и в мире. Ему принадлежит также ряд учебных и научно-популярных книг по искусственному интеллекту и ИТ и большое число газетных и журнальных публикаций в научно-популярных изданиях на тему информационного общества и по современным проблемам индустрии информационно-коммуникационных систем. Являлся постоянным автором «Российской газеты», журналов «Россия в глобальной политике», «Бизнес-форум» и др.

## Основные публикации
Монографии и учебные пособия
- Коротков А. В. Россия в Глобальном информационном обществе: международное сотрудничество. — М.: ООО «Трейн», 2008. — 9,5 п.л.
- Коротков А. В., и др. Государственная политика Российской Федерации в области развития информационного общества. — М.: ООО «Трейн», 2007. — 20 п.л.
- Коротков А. В. Электронный денежный конвейер: Новые финансовые технологии в экономике, основанной на знаниях. — М.: Дело, 2006. — 17 п.л.
- Коротков А. В. Послесловие к матрице: виртуальные миры и искусственная жизнь. — М.: Альпина, 2005. — 19,5 п.л.
- Коротков А. В. и др. Интернет в системе мировых информационных процессов. Учебное пособие для студентов. — М.: МГУ, 2006 — 15,5 п.л.
- Коротков А. В. Информационные системы для бизнеса — М., 2006 — 20 п.л.
- Проблемы современного информационного общества: предпосылки, достижения, перспективы. Комментарии, советы и рекомендации члена целевой группы ООН по информационным и коммуникационным технологиям А. В. Короткова // Библиотечка «Российской газеты». — 2006 — Вып. № 6. (В соавторстве). — 6 п.л.
- Федеральная целевая программа «Электронная Россия»: достижения, проблемы, перспективы. Комментарии, размышления и рекомендации Первого замминистра по связи и информатизации РФ А. В. Короткова — М., Библиотечка «Российской Газеты» — 2003 — 5 п.л.

Статьи в научных журналах, тезисы выступлений на международных и российских научных конференциях
- Редькин О. Б., Коротков А. В. Инвестиционные процессы в банковском секторе (на примере развития мобильного банкинга Российской Федерации) // Вопросы экономики и права. 2010. № 12. С.296-299 — 0,2 п.л.
- Коротков А. В. Глобализация финансов и развитие банковского бизнеса России в условиях распространения системы современных электронных технологий // Известия Тульского государственного университета. Серия экономика, управление и финансы. № 12 (декабрь). Тула, 2006 — 1,5 п.л.
- А.Коротков, Б.Кристальный, И.Курносов. О стратегии государственной информационной политики России в условиях развития информационного общества // Информационные ресурсы России. № 4 (92) 2006 — 0,5 п.л.
- Коротков А. В. Новые подходы при реализации проектов по интеграции ИТ-систем и сервисов во Внешторгбанке // Интеллектуальные системы.- 2006.- № 2. — 1,2 п.л.
- Коротков А. В. Новые подходы при реализации проектов по управлению ИТ-инфраструктурой во Внешторгбанке // Безопасность информационных технологий — 2006 — № 2 — 0,5 п.л.
- Коротков А. В. Россия на пути к глобальному информационному обществу в середине первого десятилетия 21 века: стратегия развития или позиция невмешательства? Участие России в деятельности международных организаций по развитию информационно-коммуникационных технологий // Инфокоммуникационные технологии глобального информационного общества: Инфокоммуникации XXI века.- М.: Дело, 2006.- 1 п.л.
- Коротков А. В. Современная концепция CRM-решений для России: дань моде или критерий успешности конкурентного бизнеса? // ИнформКурьерСвязь.- 2006.- № 2.- 0,6 п.л.
- Коротков А., Ермошкин Н. Ритейловый банк будущего // Банковский ритейл. № 2 (02) 2006 — 0,6 п.л.
- А.Коротков. Открыть Америку и покорить Европу: как безболезненно интегрироваться в мировую ИТ-систему // Национальный банковский журнал. Август 2006 — 0,6 п.л.
- Andrey Korotkov. Implementation of IT Services at Vneshtorgbank // Buyer’s Guide to the Russian IT Outsourcing Industry, 2006 — 1,5 п.л.
- А.Коротков. ИКТ — не очки в руках мартышки, ИнформКурьерСвязь № 7 июль 2006 — 0,2 п.л.
- Коротков А. В. Новые подходы при реализации проектов по унификации автоматизированных банковских систем во Внешторгбанке // Информационные ресурсы России.- 2005.- № 6.- 0,4 п.л.
- Коротков А. В. Киберрусские: ставка в $40 млрд //ИнформКурьерСвязь.- 2005 .- № 3.- 0,5 п.л.
- Коротков А. В. Формула успеха: М=ICE (Ирландия, Швеция)// Национальные модели информационного общества.- М.: Изд-во ИКАР, 2004 — 3 п.л.
- А.Коротков. Офшор для отечественных мозгов // Россия в глобальной мировой политике, июль-август 2004 — 0,7 п.л.
- Коротков А. В. Феномен цифрового неравенства: миф или реальность? // Наукоемкие технологии.- 2003.- № 3. Т.4.- С. 74 — 79.- 2 п.л.
- Коротков А. В. Информационно-коммуникационные технологии и их роль в экономике // Связь и информатизация в Российской Федерации. Федеральный справочник.- М.: Центр стратегических программ, 2003. — 0,4 п.л.
- Коротков А. В. Электронное правительство: 24 часа в сутки на службе России//Связь и информатизация в Российской Федерации. Федеральный справочник.- М.: Центр стратегических программ, 2002 — 0,8 п.л.
- Коротков А. В. Автоматизированная система управления ФЦП «Электронная Россия» (АС-ЭР) // Кадровое обеспечение Федеральной целевой программы «Электронная Россия». Межотраслевая научно-практическая конференция (тезисы докладов). — М., 2002. — 0,3 п.л.
- Коротков А. В. Феномен цифрового неравенства // Научно-практическая конференция профессорско-преподавательского, научного и инженерно-технического состава Московского Технического Университета Связи и Информатики. Материалы конференции. Книга 3. — М., 2000. — 0,4 п.л.
- Коротков А. В. Понимание проблемы цифрового разрыва в России // Проблемы преодоления «цифрового неравенства» в России и странах СНГ. Материалы международного семинара. — М.: Дом Правительства РФ, 2000 — 0,5 п.л. (в соавторстве)